# Уейский, Томаш
То́маш Уе́йский (пол. Tomasz Ujejski; 19 декабря 1612, Сандомир, Свентокшиское воеводство — 1 августа 1689, Вильна) — польский политический и церковный деятель XVII века, римско-католический священник, епископ Киевский, иезуит. Видный деятель эпохи контрреформации.

## Биография
Родился в шляхетской семье скромного достатка. Уейский служил секретарём канцелярии Ежи Оссолинского, затем секретарём, позже руководителем большой королевской канцелярией короля польского и великого князя литовского Владислава IV и Яна II Казимира.
Был каноником плоцким, гнезненским, коммендатором бенедиктинцев в Плоцке, каноником варминским. В течение 27 лет был связан с Вармией, на протяжении многих лет был членом капитула Вармии, из них 25 лет в ранге первого прелата.
С 1656 года — ординарий киевский. Несмотря на войну Речи Посполитой с Русским царством, отказался оставить диоцезию в Киеве.
Был сенатором Речи Посполитой. Был лично знаком с четырьмя польскими королями и пользовался их доверием.
В 65-летнем возрасте, отказавшись от всех постов и привилегий, вступил в иезуитский орден. Последние 12 лет жизни провел в монастыре в Вильно.